# جيك براون (متزلج لوحي)
جيك براون (بالإنجليزية: Jake Brown)‏ هو متزلج لوحي أسترالي، ولد في 6 سبتمبر 1974 في سيدني في أستراليا.

## وصلات خارجية
- جيك براون على موقع ألعاب إكس (مؤرشف) (الإنجليزية)
- جيك براون على موقع IMDb (الإنجليزية)